# Wouter Van Besien
Wouter Van Besien (Bonheiden, 1º novembre 1971) è un politico belga fiammingo, membro del partito ecologico Groen, di cui è stato presidente dal 2009 al 2014.
È deputato al Parlamento fiammingo a partire dal 25 maggio 2014 e senatore per quasi un anno dal 2014 al 2015.

## Biografia

### Formazione e attività politica
Van Besien ha conseguito un master's degree in sociologia presso la Katholieke Universiteit Leuven e ha conseguito un secondo master's degree in Developing Area Studies presso l'Università di Hull (Regno Unito). Ha partecipato come giovane nello scouting fiammingo e nel 1998 è diventato segretario nazionale della Gioventù di Chiro nelle Fiandre.
Nel 2001 ha iniziato a lavorare come membro di Agalev ad Anversa. È stato impiegato di uffici civici municipali a Borgerhout dal 2006 ed è succeduto a Mieke Vogels come presidente del partito verde fiammingo Groen. Nel 2006 è diventato membro del consiglio distrettuale di (distretto di Anversa).
Nel 2009 Van Besien divenne presidente di Groen. Nel 2010 è stato rieletto come candidato unico in un congresso statuto di Groen per quattro anni, con un punteggio del 94%. Non è corso di nuovo quando il suo mandato è terminato il 15 novembre 2014 e gli è succeduto Meyrem Almaci.